# Żuków (gromada w powiecie bychawskim)
Żuków – dawna gromada, czyli najmniejsza jednostka podziału terytorialnego Polskiej Rzeczypospolitej Ludowej w latach 1954–1972.
Gromady, z gromadzkimi radami narodowymi (GRN) jako organami władzy najniższego stopnia na wsi, funkcjonowały od reformy reorganizującej administrację wiejską przeprowadzonej jesienią 1954 do momentu ich zniesienia z dniem 1 stycznia 1973, tym samym wypierając organizację gminną w latach 1954–1972.
Gromadę Żuków z siedzibą GRN w Żukowie (obecnie są to trzy wsie: Żuków Pierwszy, Żuków Drugi i Żuków-Kolonia) utworzono – jako jedną z 8759 gromad na obszarze Polski – w powiecie lubelskim w woj. lubelskim na mocy uchwały nr 12 WRN w Lublinie z dnia 5 października 1954. W skład jednostki weszły obszary dotychczasowych gromad Żuków Dworski, Walentynów, Policzyzna, Majdan Policki, Antoniówka i Olszanka oraz miejscowość Żuków wieś z dotychczasowej gromady Żuków ze zniesionej gminy Krzczonów w tymże powiecie. Dla gromady ustalono 27 członków gromadzkiej rady narodowej.
1 stycznia 1958 z gromady Żuków wyłączono wieś Walentynów i kolonię Pamięcin, włączając je do gromady Krzczonów w powiecie bychawskim w tymże województwie.
31 grudnia 1959 gromadę Żuków włączono do powiatu bychawskiego w tymże województwie.
Gromada przetrwała do końca 1972 roku, czyli do kolejnej reformy gminnej.